# A Zöld-foki Köztársaság címere

A Zöld-foki Köztársaság címere

A Zöld-foki Köztársaság címere egy kék szegélyű, fehér korong, közepén egy vörös háromszöggel és egy sárga színű, lángoló fáklyával. A korong alsó részén látható kék sávok az óceánt jelképezik. A háromszög felett az ország teljes neve olvasható félkörívben. A felett, a háromszög csúcsával szemben egy sárga mérőón látható. A korong két oldalán négy-négy sárga csillagot helyeztek el, míg alul két zöld olajág között két összekapcsolt sárga láncszemet ábrázoltak. 